# Gare de Galati
La gare de Galati (en roumain : Gara Galați) est une gare ferroviaire roumaine  située au centre de la ville.

## Histoire

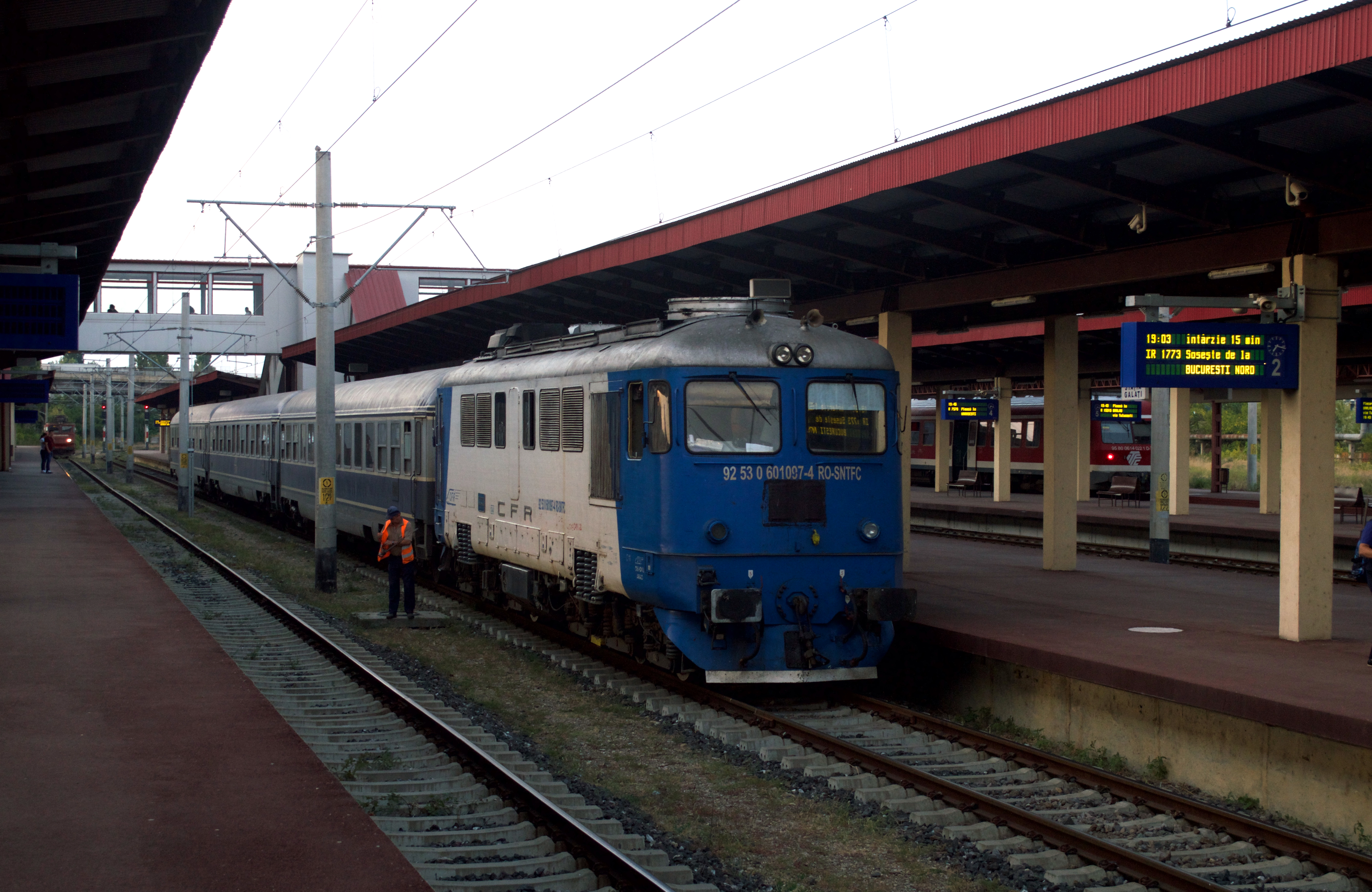
Quai protégé.

## Service des voyageurs

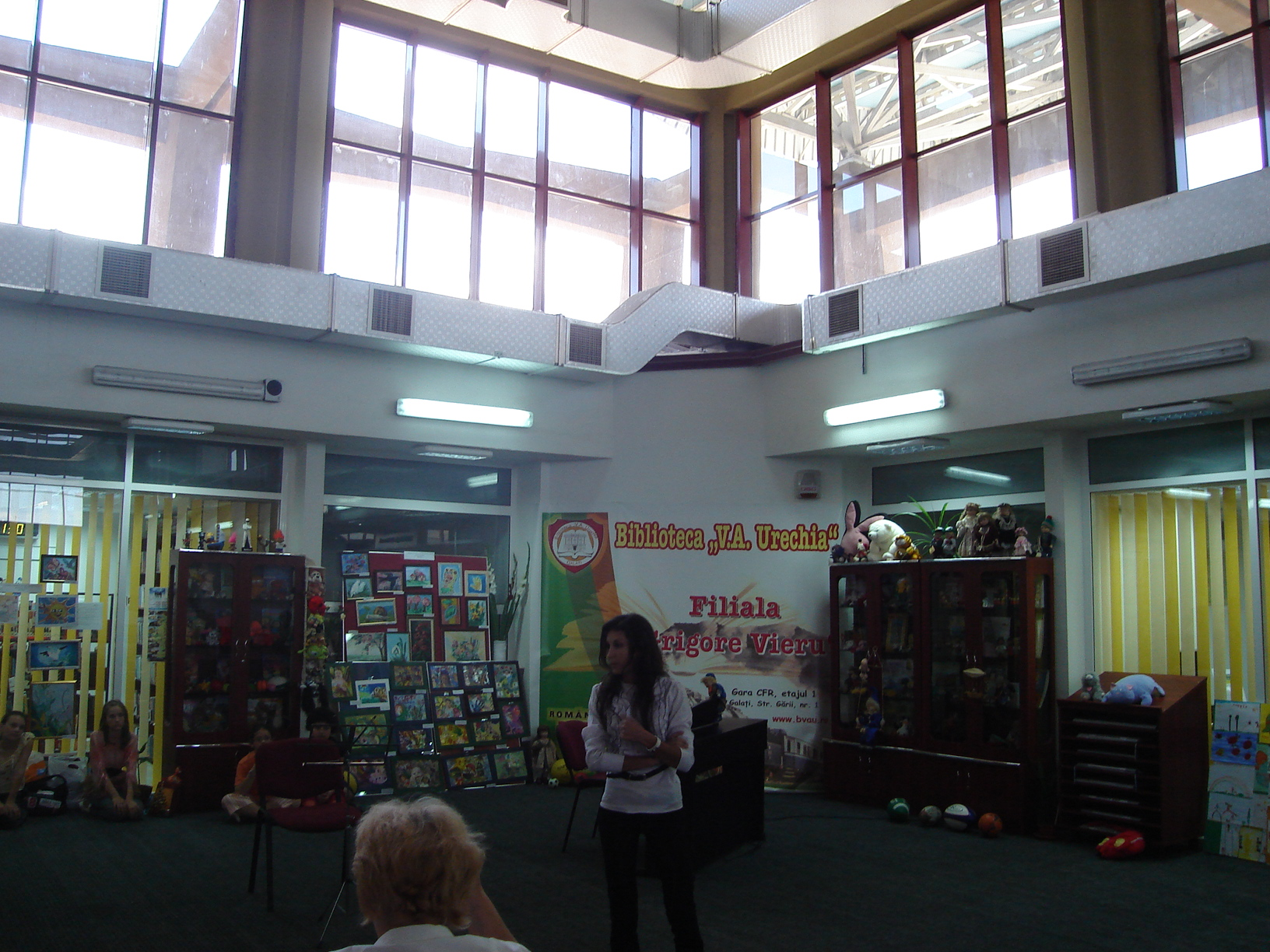
Hall des voyageurs.